# Al-Hamadhani (cráter)
Al-Hamadhani es un cráter de impacto de 164 km de diámetro del planeta Mercurio. Debe su nombre al escritor árabe Al-Hamadhani (967-1007), y su nombre fue aprobado por la  Unión Astronómica Internacional en 1985.